# Jan Žižka
Jan Žižka de Trocnov (em checo: Jan Žižka z Trocnova a Kalicha; Trocnov c. 1360 – Přibyslav, 11 de outubro de 1424) foi um dos mais importantes comandantes, na guerra civil da Boémia, do movimento religioso hussita e sucessor do fundador Jan Hus. Como os exércitos sob seu comando, muitas vezes compostos por camponeses inexperientes, nunca perderam uma batalha, ele adquiriu a fama de invencível. Infeccionado pela peste faleceu num acampamento de batalha perto de Přibyslav.
Enea Silvio Piccolomini, mais tarde conhecido como Papa Pio II, declarou que Žižka foi um enviado de Deus para punir a Igreja por seus pecados, dado que sua genialidade derrotou os exércitos mais poderosos à época enviados para derrotá-lo. Žižka foi um dos maiores gênios militares da história europeia, sendo comparável a Napoleão Bonaparte e Oliver Cromwell.
Frequentemente é dito que foi a Revolução Francesa que inventou o exército nacional, a insurreição em massa de todo um povo. Seu verdadeiro inventor foi Jan Žižka. Embora os taboritas formassem o núcleo de uma permanente força de luta, cada cruzada do imperador e do papa reunia uma grande maioria de checos. Žižka introduziu métodos notavelmente modernos de combate que propiciavam um elevado poder de fogo, o exército taborita foi o primeiro a usar sistematicamente a artilharia como principal braço tático. As tentativas de invasão tiveram como resposta uma profunda contra-invasão no território inimigo, desde o princípio a pilhagem exerceu uma parte importante nos suprimentos de Tábor. Žižka nunca pôde controlar completamente as minas de propriedade alemã, ou a cidade de Plzeň que permaneceu como reduto romano. Inicialmente, a maioria dos trabalhadores eslavos que se levantaram em revolta foram derrotados por mercenários alemães. Em Kutná Hora, cerca de 16 000 pregadores juntamente com seus seguidores foram mortos e lançados nas minas.
Žižka iniciou sua carreira cego de um olho, e incidentalmente uma flecha cegou seu outro olho. Ele estava completamente cego quanto travou suas últimas batalhas. Morreu em 1424, na véspera de uma conquista planejada da Morávia e Silésia. Sua vaga foi ocupada por Procopius, que derrotou os alemães em duas grandes batalhas em 1427, os exércitos da Boêmia se tornaram o terror da Áustria, Hungria, Silésia, Saxônia, Brandemburgo, Palatino, e Francônia.
Na viragem de 1916 e 1917, o 3.º Regimento de Despedimentos das Legiões Tchecoslováquias na Rússia foi nomeado "Regimento de Jan Žižka de Trocnov ".